# María Cerezuela
María Cerezuela (Barakaldo, 26 de novembre de 1993) és una actriu basca coneguda per la seva interpretació de la filla de Maixabel Lasa en la pel·lícula Maixabel, per la qual ha estat nominada a millor actriu revelació als Premis Goya 2022.

## Biografia
María Cerezuela va néixer el 1993 a Barakaldo. Va començar la seva formació interpretativa al Taller d'Arts Escèniques (TAE) de Vitòria i posteriorment es va traslladar a Bilbao i va diplomar-se en art dramàtic al Centre de Formació Escènica BAI de Barakaldo, després de la qual cosa ha desenvolupat la major part de la seva carrera en el teatre. Després de finalitzar els seus estudis va formar part de la Compañía Jóven/Gazte Konpainia de Pavelló 6 (Bilbao) a "Los Aborígenes. Lorca, Dalí y Buñuel". També ha estat part del repartiment de "Lotsagabe" i "Último Tren a Treblinka" de Vaivén Producciones.
El 2021 va interpretar a María Jauregui, filla de Maixabel Lasa a la pel·lícula biogràfica Maixabel, dirigida per Icíar Bollaín, treballant al costat de Blanca Portillo, Luis Tosar i Urko Olazabal. Gràcies a la seva interpretació, va estar nominada (i guanyadora) a Millor Actriu Revelació per als Premis Goya 2022.
El 2023 va actuar en la pel·lícula dirigida per Sílvia Munt "Las buenas compañías" interpretant el paper de Toto.

## Filmografia

### Cinema
| Any  | Títol                | Personatge | Director/a    |
| ---- | -------------------- | ---------- | ------------- |
| 2023 | Las buenas compañías | Toto       | Sílvia Munt   |
|      |                      |            |               |
| 2021 | Maixabel             | María      | Icíar Bollaín |

### Curtmetratges
| Any  | Títol            | Director                        |
| ---- | ---------------- | ------------------------------- |
| 2021 | Ahora que me voy | Nahikari Rodríguez i Ana Ibañez |
| 2019 | Útero 26         | Jasone Urgoitia                 |
| 2017 | La ventana       | Silvia Pumar                    |

### Teatre
| Any  | Títol                                          | Director                          |
| ---- | ---------------------------------------------- | --------------------------------- |
| 2020 | Mi verano en Burkini                           | Rebeca Sanz Conde i Tatiana Carel |
| 2019 | Lotsagabe/Sinvergüenzas                        | Dorleta Urretabizkaia             |
| 2019 | Un lugar donde arder                           | María Cerezuela                   |
| 2018 | Lluvia amarga sobre el Edén                    | Eva Rodriguez                     |
| 2018 | Último tren a Treblinka                        | Mireia Gabilondo                  |
| 2017 | Gitano                                         | Iñaki Urrutia                     |
| 2017 | LOS ABORÍGENES Lorca, Dalí, Buñuel             | Felipe Loza                       |
| 2016 | Carne, el carnicero y los pecados de los otros | Fernando Montoya                  |

## Premis i nominacions
| Premi       | Any  | Categoria               | Treball nominat | Resultat  | Ref.  |
| ----------- | ---- | ----------------------- | --------------- | --------- | ----- |
| Premis Goya | 2021 | Millor actriu revelació | Maixabel        | Guanyador | [ 4 ] |